# Palmetto (Florida)
Palmetto és una població dels Estats Units a l'estat de Florida. Segons el cens del 2000 tenia 12.571 habitants.

## Demografia
Segons el cens del 2000, Palmetto tenia 12.571 habitants, 4.448 habitatges, i 3.046 famílies. La densitat de població era de 1.123,5 habitants/km².
Dels 4.448 habitatges en un 28,1% hi vivien nens de menys de 18 anys, en un 51,1% hi vivien parelles casades, en un 13,2% dones solteres, i en un 31,5% no eren unitats familiars. En el 26,2% dels habitatges hi vivien persones soles el 14,7% de les quals corresponia a persones de 65 anys o més que vivien soles. El nombre mitjà de persones vivint en cada habitatge era de 2,57 i el nombre mitjà de persones que vivien en cada família era de 3,07.
Per edats la població es repartia de la següent manera: un 26,3% tenia menys de 18 anys, un 8,9% entre 18 i 24, un 24,7% entre 25 i 44, un 20,2% de 45 a 60 i un 19,9% 65 anys o més.
L'edat mediana era de 37 anys. Per cada 100 dones de 18 o més anys hi havia 95,7 homes.
La renda mediana per habitatge era de 34.093 $ i la renda mediana per família de 40.132 $. Els homes tenien una renda mediana de 26.526 $ mentre que les dones 21.290 $. La renda per capita de la població era de 17.724 $. Entorn del 9,5% de les famílies i el 13,9% de la població estaven per davall del llindar de pobresa.

## Poblacions més properes
El següent diagrama mostra les poblacions més properes.